# Clémentine-Hélène Dufau
Clémentine-Hélène Dufau, nascuda a Quinçac (Gironda) el 18 d'agost de 1869 i morta a París el 18 de març de 1937, fou una artista pintora, cartellista i il·lustradora francesa. Signà les seves obres C.H. Dufau.

## Biografia

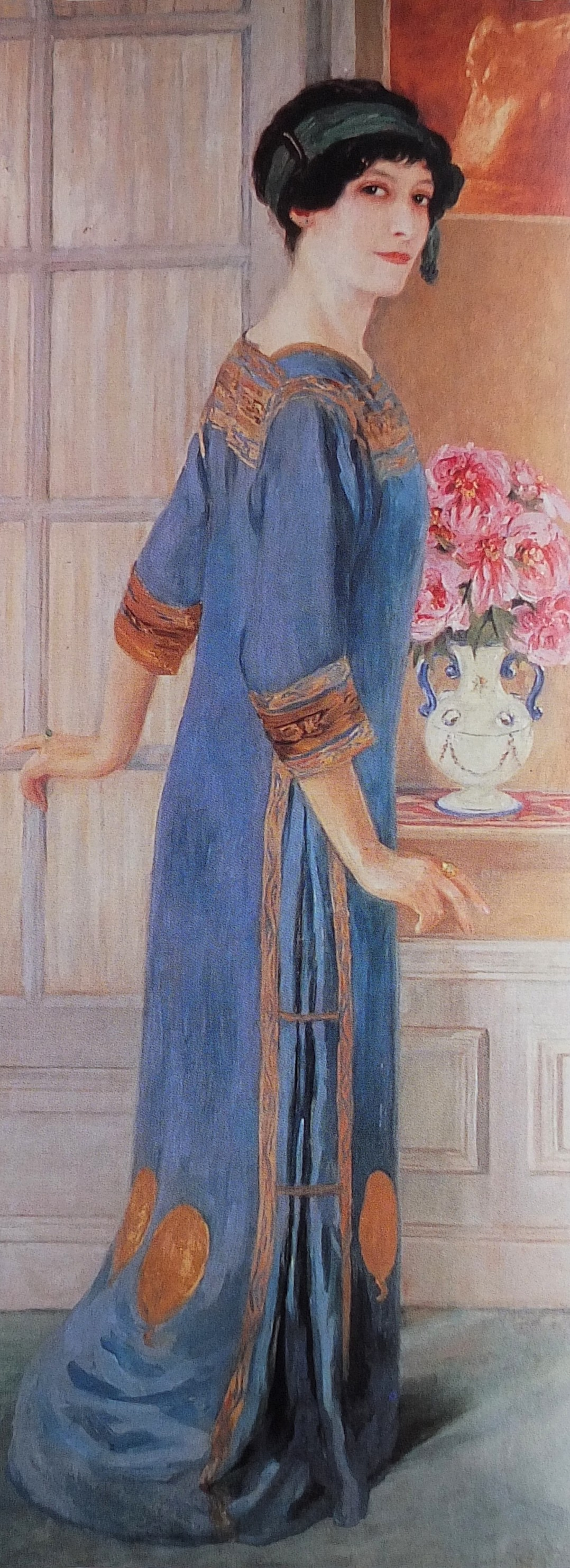
Clémentine-Hélène Dufau, Retrat de l'autora (1911), París, Museu de Orsay.

Clémentine-Hélène Dufau nasqué en una família girondina per la banda de la seva mare, nascuda Dumézil, i basca per la del seu pare. Aquest últim, després d'una estada a Cuba, n'havia tornat amb prou fortuna com per casar-se amb la filla de Guillaume Dumézil, un ric propietari d'una finca vinícola a Quinçac.
Clémentine-Hélène era la quarta filla de la família. De molt jove, mostrà un do per dibuixar. Després de casar-se les seves germanes, va voler anar a París a estudiar art. Aleshores els seus pares van decidir vendre la finca Quinçac i es van instal·lar l'any 1888 al número 12 de la rue Pergolèse, de París, per acompanyar-la.
La jove Dufau es va matricular al curs de l'Académie Julian, a l'estudi de William Bouguereau. El 1895 va exposar al Salon des artistes français i va guanyar el premi Marie Bashkirtseff per la seva pintura L'Amour de l'Art, que li va permetre tenir els primers encàrrecs de cartells publicitaris. Va cridar l'atenció el seu cartell del Bal des increvables (1896) al Casino de París, així com el que va fer per al llançament del diari feminista La Fronde, fundat el 1897 per Marguerite Durand. L'any 1898 es va incorporar a la Societat d'Artistes Francesos i va obtenir una beca per a un viatge d'estudis d'un any a Espanya, Bèlgica i Holanda. De tornada a París, va exposar les obres produïdes i va rebre molt bona acollida crítica.
El 1902 fou premiada la seva obra Automne, això la consagra i les comandes institucionals es van fer regulars. A partir de 1905, esdevinguda una artista reconeguda, era rebuda als mitjans intel·lectuals parisencs. Treballà i simpatitzà amb l'autor de teatre Edmond Rostand, i li decorà la vil·la Arnaga, a Kanbo. Fou aleshores que agafà una passió amorosa, que ella mateixa qualificà de «boja», per Maurice Rostand, el fill encara adolescent de l'escriptor, que, això no obstant, no amagava pas les seves inclinacions homosexuals. Aquesta relació turmentada i unilateral durà uns quants anys.
Nomenada Cavaller de la Legió d'Honor l'any 1909, la seva carrera artística va progressar encara més amb un encàrrec de l'Estat per a la decoració de la nova Sorbona (taules d'Astronomia i Matemàtiques i Radioactivitat i Magnetisme) i retrats de moltes personalitats. Viatjà a l'estranger i exposà les seves obres. L'any 1911 va fer construir un xalet al País Basc que va haver de vendre l'any 1926 quan la seva situació econòmica s'havia deteriorat. S'instal·là a Antibes, on condicionà un taller davant del mar.
Seguidora de René Guénon, apassionada de Krishnamurti, era propera als col·laboradors dels Cahiers de l'Étoile. L'any 1932 va escriure el seu llibre-testament, Els tres colors de la llum, on exposava la seva concepció de l'art: amb un disseny original, es va inspirar en el matemàtic Charles Henry, el seu cercle cromàtic i la seva teoria de la «psychone», tot citant René Guénon, l'abat Paul Lacuria, Joséphin Peladan, Louis de Broglie. Mirant d'obrir un pensament "femení" i "unificador", intentava una síntesi entre els escrits "de la tradició esotèrica i la investigació científica, en particular sobre la ressonància i les freqüències dels colors". En la seva incidència en favor de les dones, denuncià la violència i demanà la igualtat de gènere.
Finalment deixà Antibes i llogà el seu taller per assegurar-se un petit ingrés. Exposà encara al Saló de la Société des femmes artistes modernes.
Afectada per un càncer de l'estómac, moria a París el 18 de març de 1937 i era inhumada a la fossa comuna del cementiri parisenc de Thiais. Després d'haver caigut un temps en l'oblit, a finals del segle xx, la seva obra va ser redescoberta.

## Obres

### Obres a les col·leccions públiques
Argentina

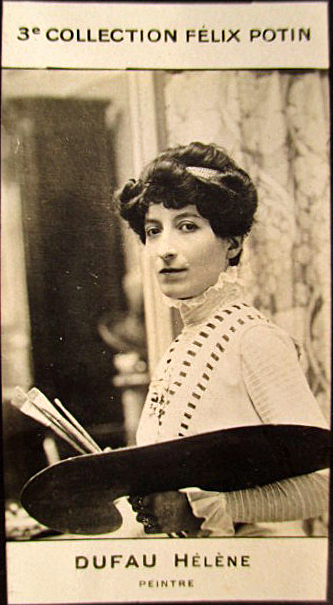
Anònim, Hélène Dufau, retrat de la Col·lecció Félix Potin.

- Buenos Aires, Museu Nacional de les Belles Arts: El Bany, oli sobre llenç, 94,5 × 94,5.

França
- Bordeus, Museu de les Belles Artsː Banyista, oli sobre llenç.
- Kanbo, vil·la Arnaga: Retrat de Maurice Rostand, 1909, oli sobre llenç.
- Cambrai, Museu de Cambrai:
  - Retrat d'Anna de Noailles, 1914, oli sobre llenç, 111 × 160;
  - Hora exquisida, oli sobre llenç.
- Cognac, Museu d'Art i d'Història: Fills de mariners, 1898, oli sobre llenç, 145 × 145.
- Dijon, Museu Magnin: Primavera, oli sobre llenç.
- Gray, Museu Baron-Martin: Acadèmia de Ballarina nua, dibuix al carbó, 98 × 52.
- Lectoure, Museu de pintura: Retrat de dona, oli sobre llenç.
- Marsella, Museu Cantini: Nu a la vora del Mediterrani, oli sobre llenç.
- Morlaix, Museu de les Belles Arts: Retrat d'home, 1889, oli sobre llenç.
- Nantes, Museu de les Belles Arts:
  - Al jardí d'Andalusia, oli sobre llenç;
  - Retrat de Georges Barbier, oli sobre llenç.
- París:
  - Museu de les Arts Decoratives: Retrat de Jeanne Lanvin, 1925, oli sobre llenç.
  - Museu d'Orsay: Retrat de l'autora, 1911, oli sobre llenç.
  - Petit Palais: El Gronxador, oli sobre llenç.[5]
  - Sorbona, sala de les Autoritats:
    - Astronomia i Matemàtiques, anomenat també La Dansa matemàtica, abans de 1910, tauler mural;[6]
    - Radioactivitat i Magnetisme, abans de 1910, tauler mural;
    - La Geologia, abans de 1910, tauler mural;
    - La Zoologia, abans de 1910, tauler mural.
- Reims, Museu-hotel Le Vergeur: Les Banyistes.
- Roan, Museu de Belles Arts: Primavera nocturna, oli sobre llenç.

Polònia
- Poznań, Museu Nacional: Visió íntima, cap a 1913, oli sobre llenç.

Obres de Clémentine-Hélène Dufau
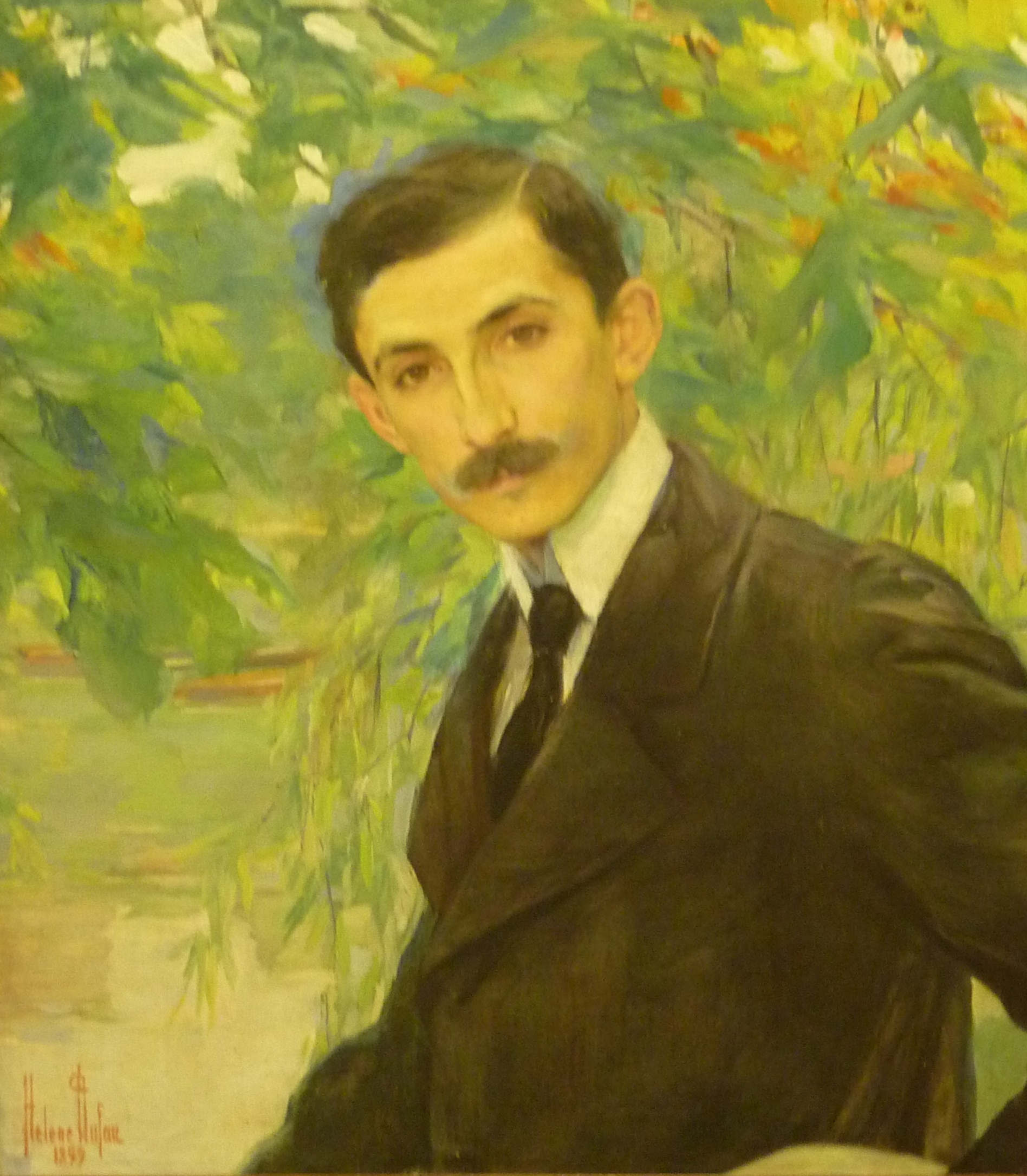
Retrat d'home (1889), Museu de les Belles Arts de Morlaix.
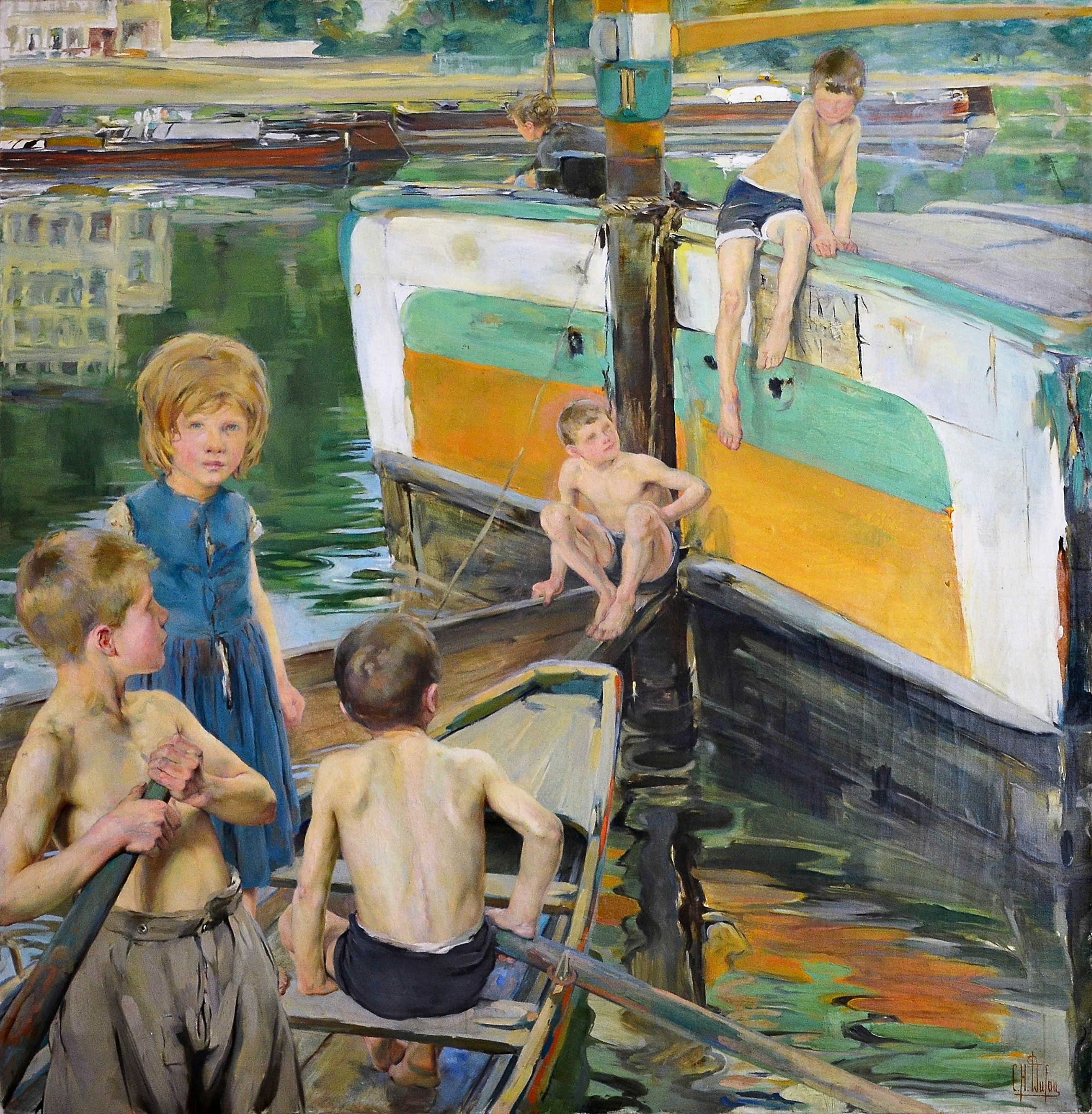
Fills de mariners (1898), Museu d'Art i d'Història de Cognac.
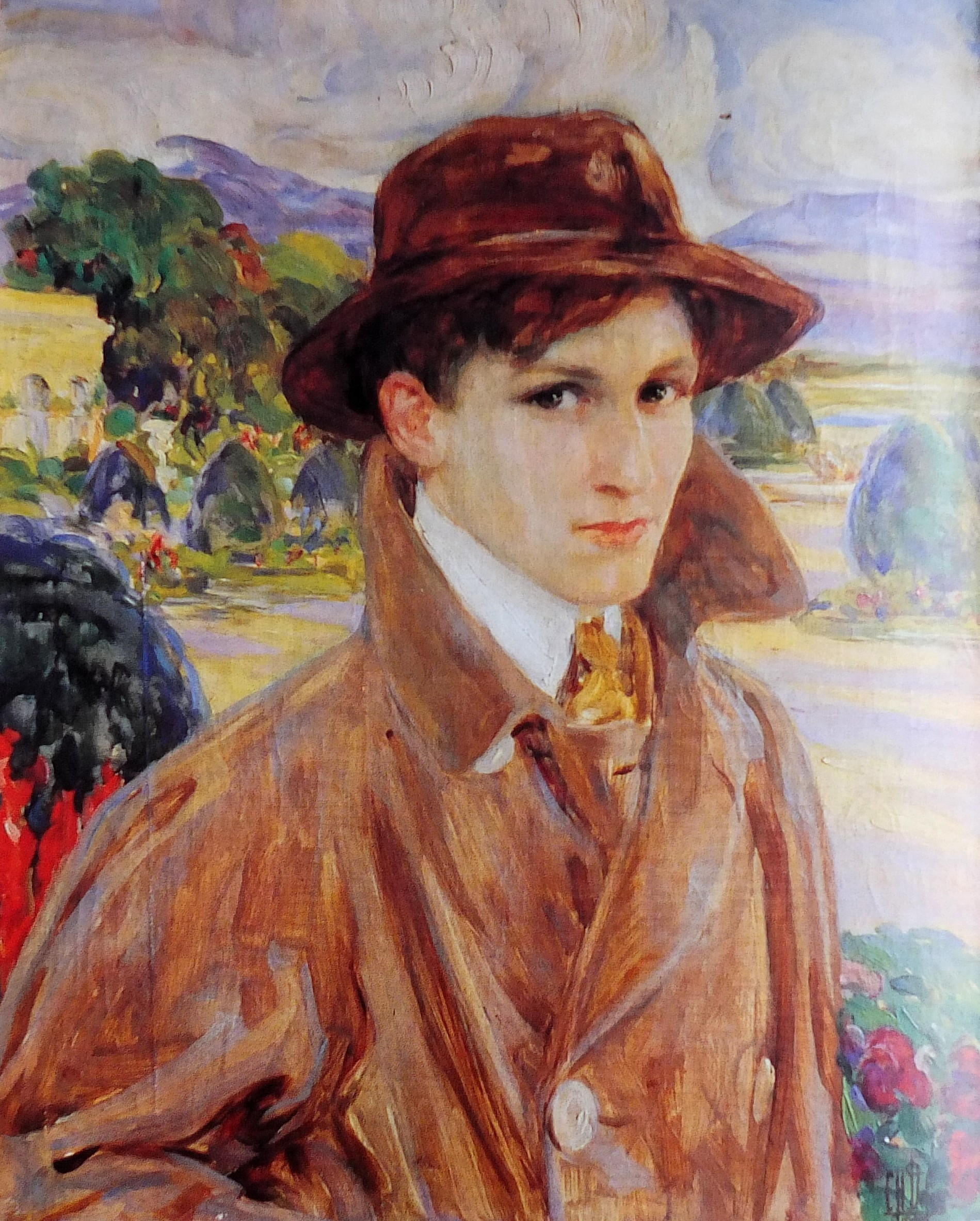
Retrat de Maurice Rostand (1909), Kambo, vil·la Arnaga.
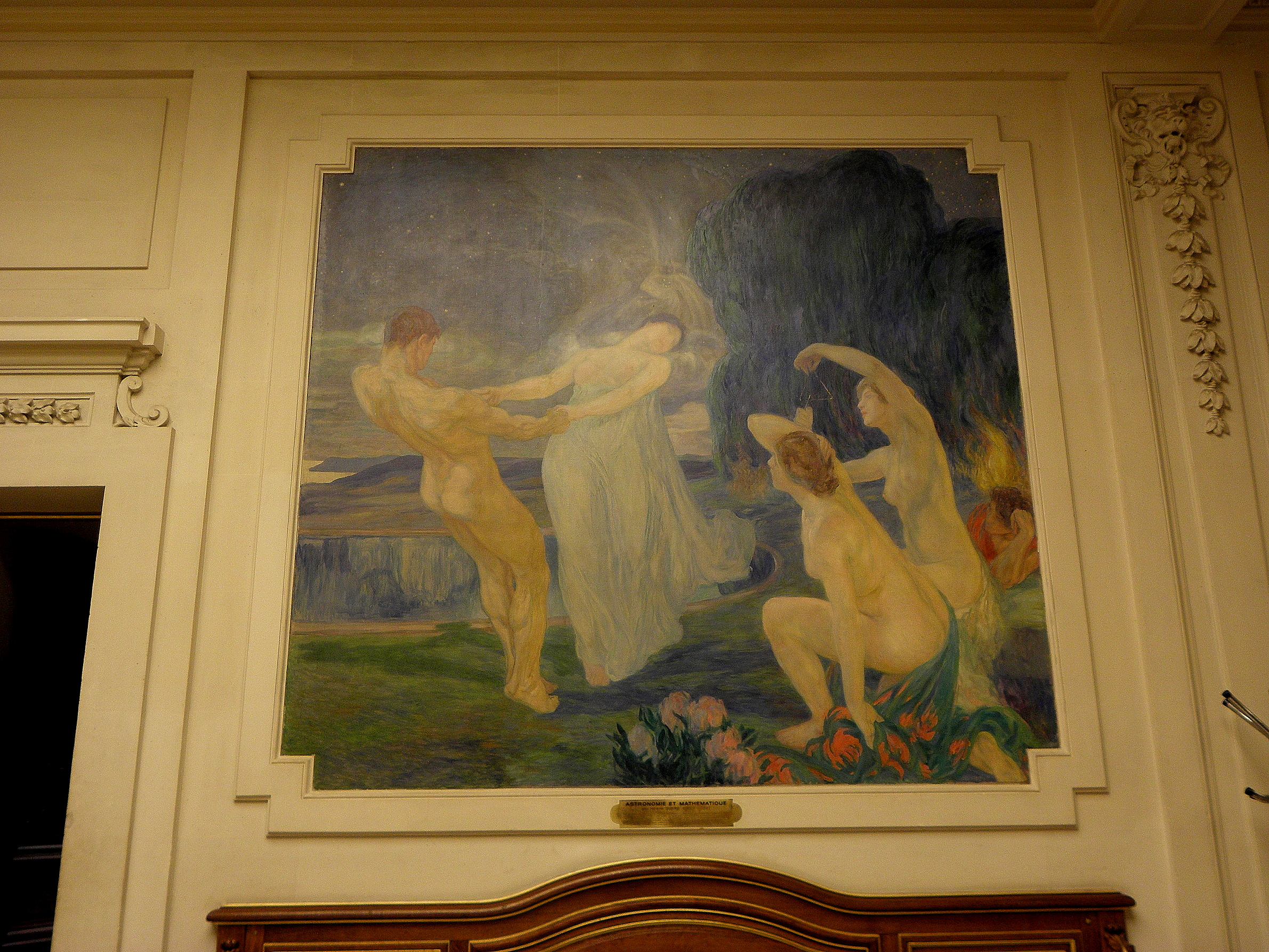
Astronomia i Matemàtiques (abans de 1910), París, Sorbona, sala de les Autoritats.
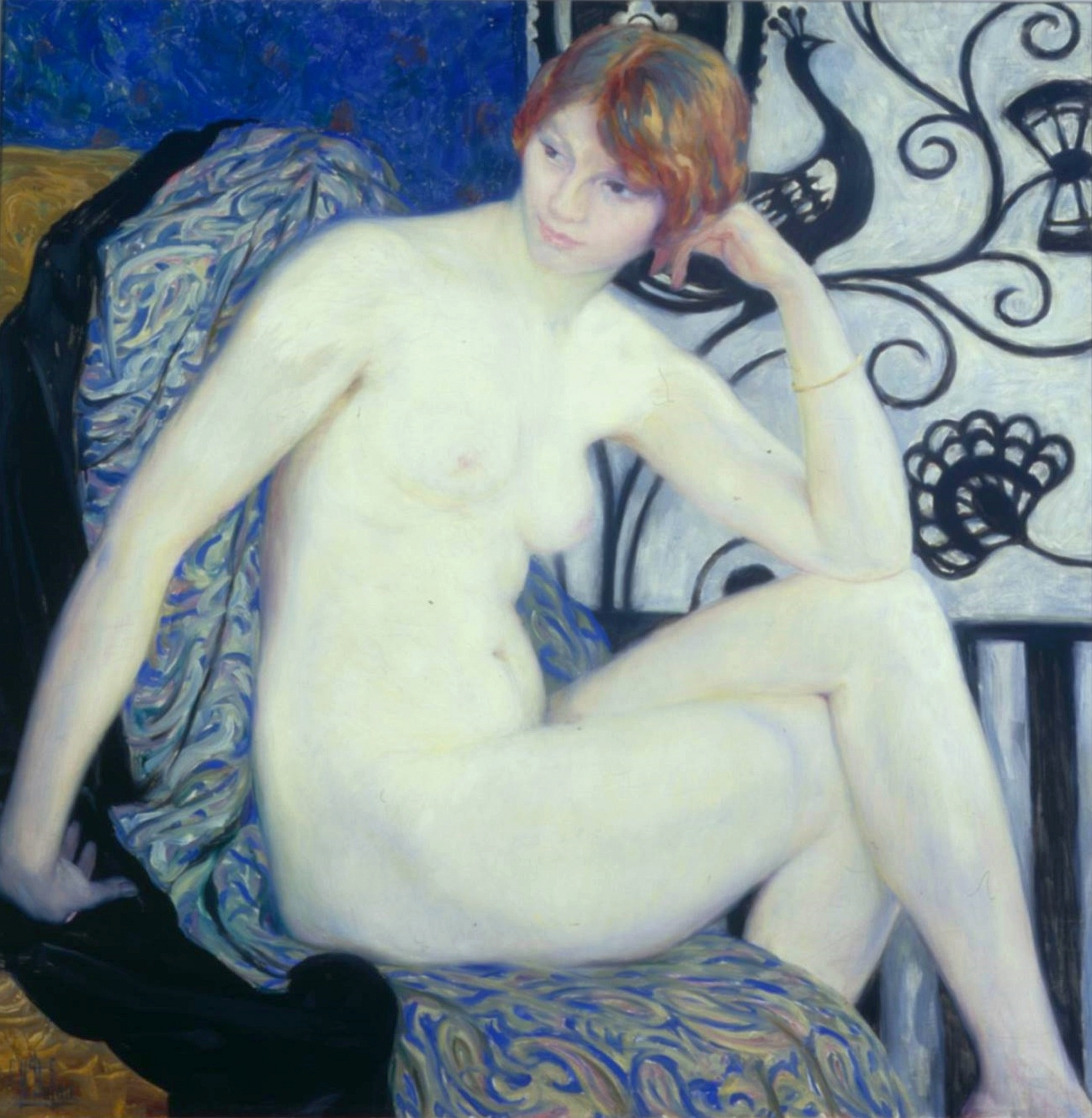
Visió íntima (cap a 1913), Museu nacional de Poznań.
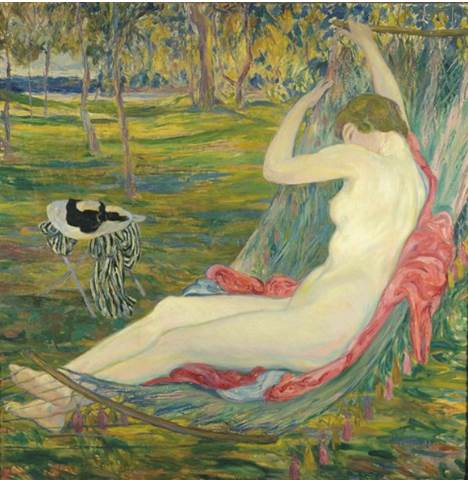
El Gronxador (abans de 1921), París, Petit Palais.
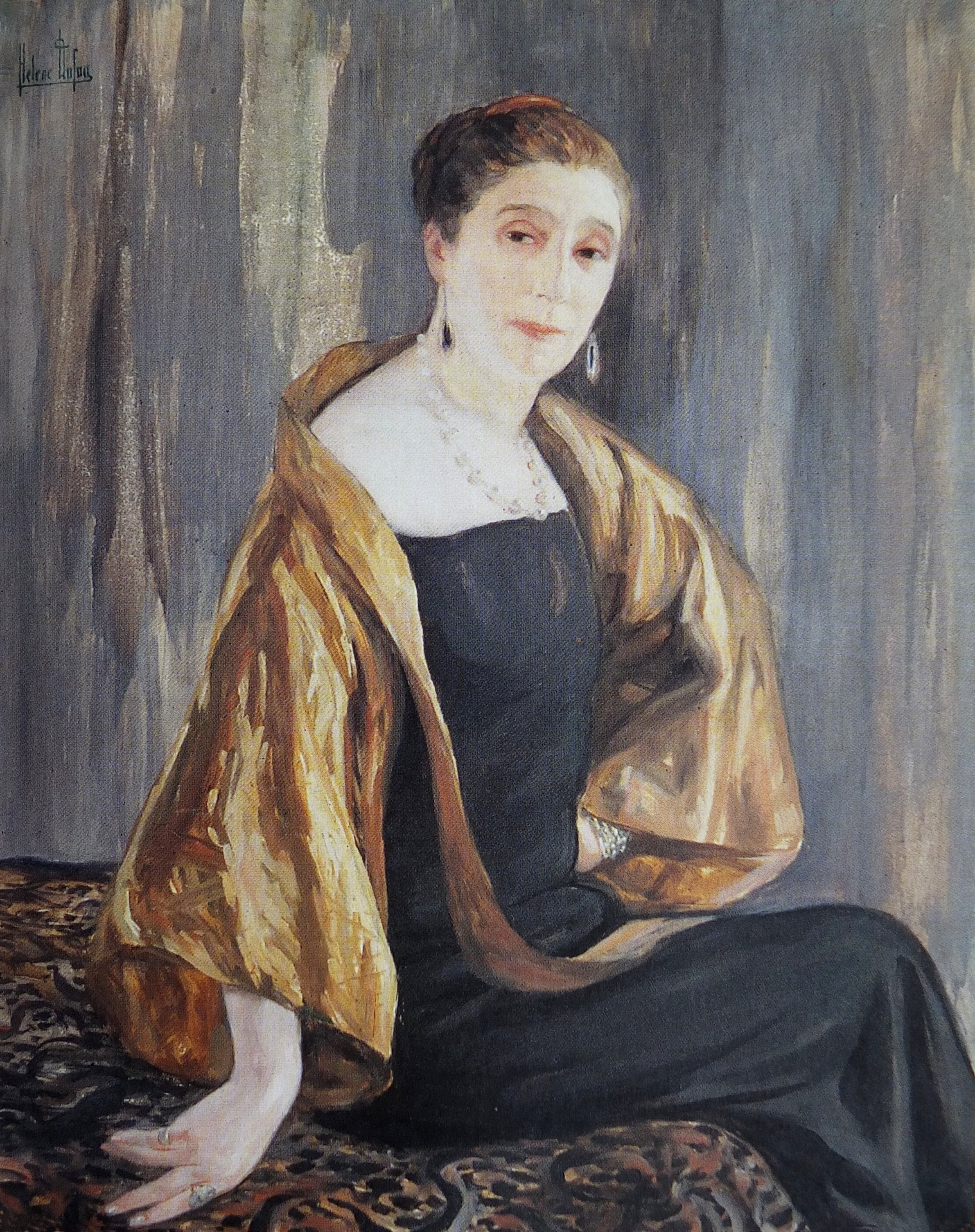
Retrat de Jeanne Lanvin (1925), París, Museu de les Arts Decoratives.

### Cartells
- Bal des increvables al Casino de París, 1896.
- Societat dels miniaturistes i il·lustradors de França, galeria Georges Petit, 1896, impremta Verneau.
- La Fronde, 1898.[7]
- El nen a través de les edats, 1901, cartell per l'exposició de la infantesa al Palauet.[8]
- Exposició de Hanoï, govern general de la Indo-Xina, 1902.
- Cartell per al Club de Pilota Basca, 1903.

Cartells de Clémentine-Hélène Dufau
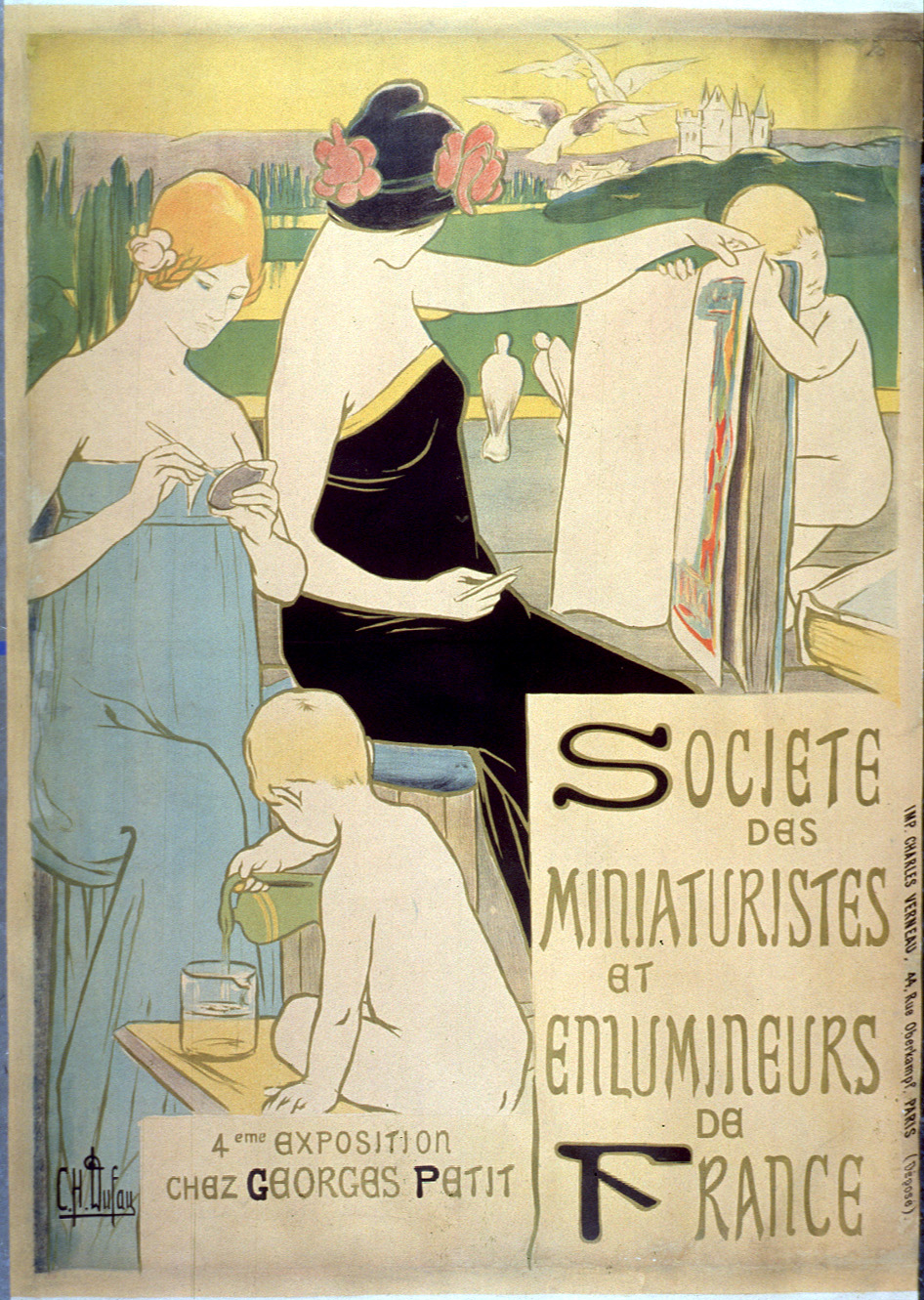
Societat dels miniaturistes i il·lustradors de França (1896).
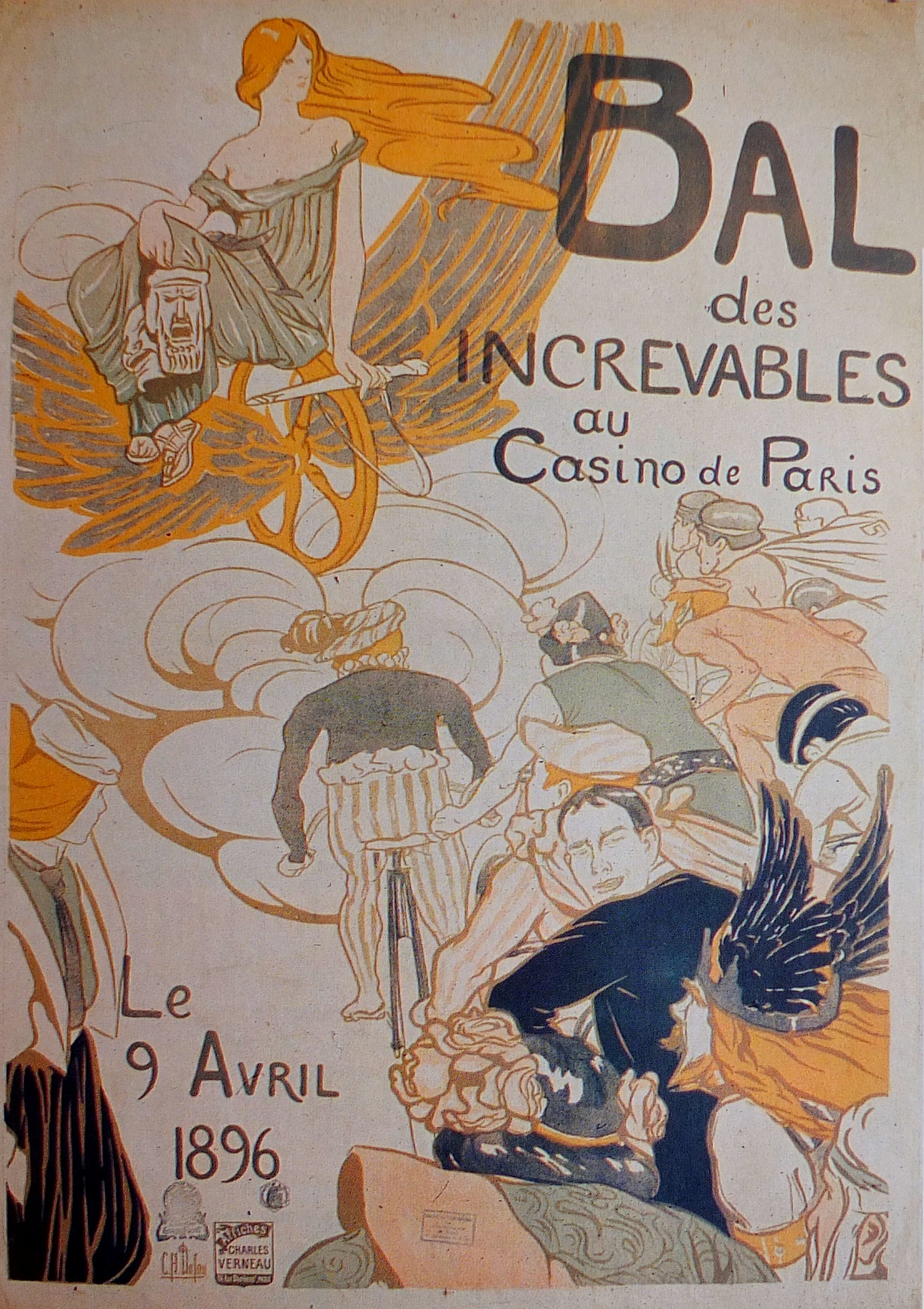
Ball dels Increvables al Casino de París (1896).
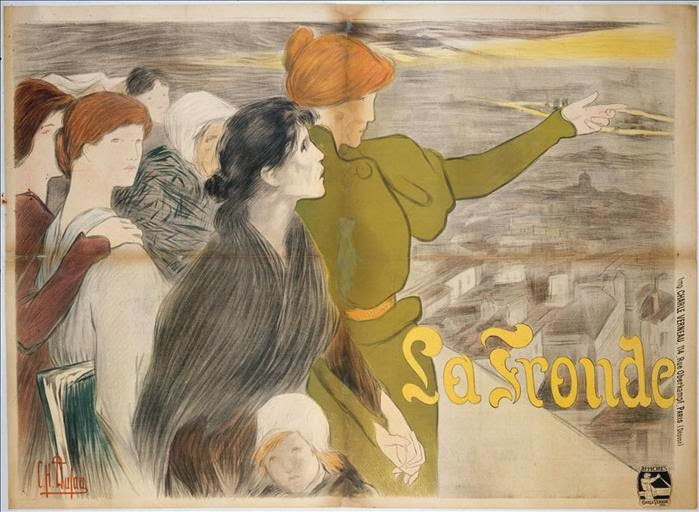
La Fronde (1897).
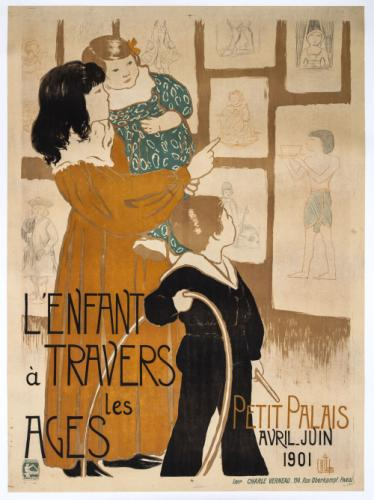
El nen a través de les edats (1901).
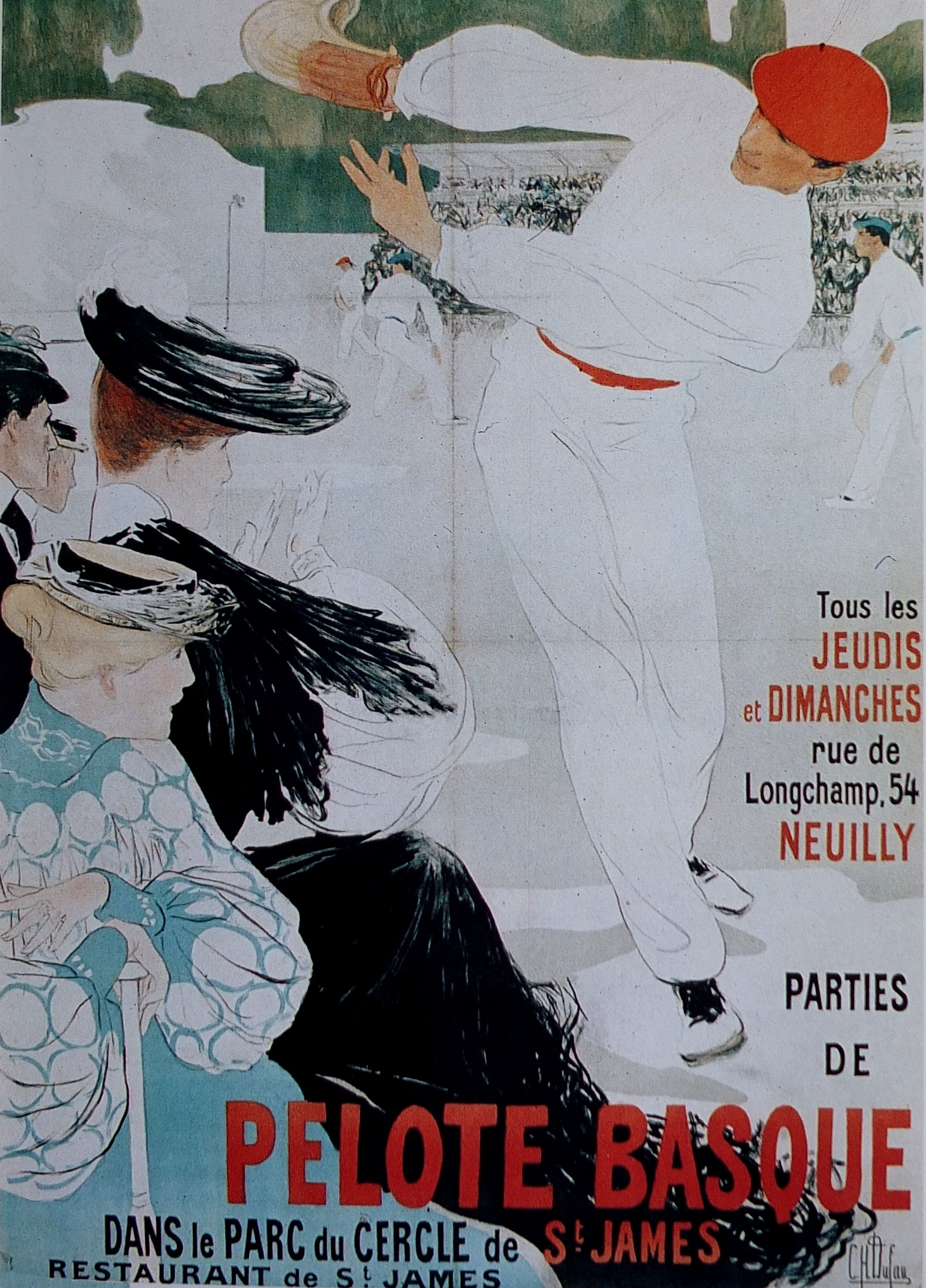
Cartell per al club de Pilota basca de Neuilly (1911).

### Il·lustracions
- Pierre Valdagne, L'Amor per principis, París, Paul Ollendorff editor, 1898.
- Paul Adam, Basile i Sophia, París, Societat d'edicions literàries i artístiques, 1900.